# Lower Kingswood
Lower Kingswood är en by i Surrey i England. Byn är belägen 25,2 km 
från Guildford. Orten har 1 777 invånare (2015).